# Привокзальный (Орловская область)
Привокзальный — посёлок в Залегощенском районе Орловской области России. Входит в состав Нижнезалегощенского сельского поселения.

## География
Посёлок находится в центральной части Орловской области, в лесостепной зоне, в пределах центральной части Среднерусской возвышенности, на правом берегу реки Неручи, у юго-западной границы посёлка городского типа Залегощь, административного центра района. Абсолютная высота — 186 метров над уровнем моря.

### Часовой пояс
Посёлок Привокзальный, как и вся Орловская область, находится в часовой зоне МСК (московское время). Смещение применяемого времени относительно UTC составляет +3:00.

## Население
| 2002 | 2010 |
| ---- | ---- |
| 153  | ↘143 |

### Половой состав
По данным Всероссийской переписи населения 2010 года в гендерной структуре населения мужчины составляли 47,6 %, женщины — соответственно 52,4 %.

### Национальный состав
Согласно результатам переписи 2002 года, в национальной структуре населения русские составляли 99 % из 153 чел.